# Sherraine Schalmová
Sherraine Schalmová (* 21. června 1975 Brooks, Kanada) je bývalá kanadská sportovní šermířka, která se specializovala na šerm kordem. Kanadu reprezentovala v devadesátých letech a v prvním a druhém desetiletí jednadvacátého století. V průběhu sportovní kariéry závodila i pod jménem Sherraine MacKayová. Na olympijských hrách startovala v roce 2000, 2004 v soutěži jednotlivkyň a družstev a v roce 2008, 2012 v soutěži jednotlivkyň. V roce 2005 obsadila druhé místo a v roce 2009 obsadila třetí místo na mistrovství světa v soutěži jednotlivkyň.